# Miss May I
Miss May I — американская металкор-группа из Троя, Огайо. Музыкальный коллектив появился в 2006 году, а в 2008 году подписал контракт с лейблом Rise Records и выпустил дебютный альбом «Apologies Are for the Weak», в то время как участники учились в старшей школе. Альбом занял 76 позицию в чарте Billboard 200; 29 позицию в чарте Top Heatseekers и 66 позицию в чарте Top Independent Albums. Композиция «Forgive and Forget» стала одним из саундтреков к фильму «Пила 6», а композиция «Apologies Are for the Weak» появилась в игре «Saints Row: The Third».
В течение 15 лет группа сохраняла первоначальный состав, который был с момента основания (2006), однако басист Райан Нефф покидал коллектив в 2007 году и вернулся в 2009. Второй альбом группы «Monument» вышел 16 августа 2010 года; третий «At Heart» — 12 июня 2012; четвёртый «Rise of the Lion» — 29 апреля 2014; пятый «Deathless» — 7 августа 2015 года; и последний на данный момент, шестой альбом «Shadows Inside» вышел 2 июня 2017 года.

## История

### Начало и ранние релизы (2006—2009)
Miss May I появились в 2006 году в городе Трой, Огайо. В первоначальный состав вошли Леви Бентон, Джастин Ауфдемкамп, БиДжей Стэд, Джерод Бойд и Райан Нефф. Нефф покинул коллектив 2007 году, чтобы присоединиться к группе Rose Funeral, его заменил басист Джош Гиллеспи.
В конце 2007 года группа выпустила мини-альбом «Vows for a Massacre», содержащий 5 композиций, а в 2008 году одноимённый демоальбом; оба альбома были выпущены саморелизом. Демоальбом включил в себя 6 композиций, в том числе «Architect» и «Tides», которые позже появились на дебютном альбоме «Apologies Are for the Weak» в 2009 году.

### Альбом «Monument» (2010—2011)
Согласно веб-сайту продюсера Джоуи Стёрджиса, Miss May I арендовали студию для записи своего второго альбома. Позже Райан Нефф сообщил в Твиттере, что альбом выйдет в августе 2010, а также будет снят клип.
11 июня 2010 Леви Бентон объявил о выходе нового трека «Colossal» и сообщил название нового альбома «Monument», а также назвал дату релиза — 17 августа 2010 года. Также позже была показана обложка альбома, на который изображён лев, как и на обложке дебютного альбома. 2 сентября 2010 вышел клип на песню «Relentless Chaos». В декабре 2010 Miss May I сообщили о своём участии в туре «Warped Tour 2011». Альбом достиг 10 позиции в чарте Top Hard Rock Albums, 15 позиции в чарте Top Independent Albums и 31 позиции в чарте Top Rock Albums.
Группа появилась вместе с We Came as Romans в туре «Merchnow.com + Arkaik Clothing "I'm Alive" Tour» (сентябрь-октябрь 2011) вместе с группами Close To Home, Of Mice & Men и Texas in July. После тура «I'm Alive» MMI участвовали в туре «No Guts No Glory» с группами Pierce the Veil, Woe Is Me и Letlive.

### Альбом «At Heart» (2011—2013)
После завершения гастролей в 2011 году Miss May I вернулись в студию и в начале 2012 года приступили к работе над новым альбомом, который запланировали выпустить летом. 8 марта 2012 года группа сообщила о том, что завершила работу над новым альбомом «At Heart» и выпустит его 29 мая 2012 года.
Спустя несколько минут Леви Бентон сообщил о перенесении даты релиза на 12 июня 2012 года.
Вскоре после этого группа отправилась в тур вместе с Whitechapel, After the Burial, The Plot in You, Rescued By A Sinking Ship и Structures в период март 2012 года, а затем последовал европейский тур вместе с Parkway Drive, The Ghost Inside и Confession в период апрель 2012 года. Также группа выступала в туре по США с группами  Whitechapel, The Ghost Inside, Within the Ruins и The Plot in You в период май 2012 года. 3 мая группа выпустила композицию «Hey Mister». Летом 2012 года группа выступала на «Warped Tour 2012» и осенью возглавила тур «AP Tour». В марте 2013 года группа выступила на разогреве Bullet for My Valentine и Halestorm.

### Альбом «Rise of the Lion» (2013—2015)
Позже было объявлено, что группа возвращается в студию для записи четвёртого альбома, который планирует выпустить в конце 2013 года или в начале 2014.
В сентябре 2013 года группа сообщила о том, что завершила запись нового альбома с продюсером Тэрри Дэйтом, и альбом находится на стадии сведения.
В начале 2014 года группа возвращается в Англию/Ирландию вместе с Killswitch Engage, Trivium и Battlecross.
20 ноября 2013 года группа дала интервью журналу «Metal Hammer», рассказав о новом альбоме.
14 декабря 2013 года группа сообщила о том, что ищет фаната, у которого есть на теле татуировка с символическим львом и объявила о конкурсе на лучшую татуировку, которая станет обложкой нового альбома.
На протяжении записи альбома группа делилась фотографиями и видеозаписями. Альбом «Rise of the Lion» вышел 29 апреля 2014 года.
Группа отыграла мини-тур в поддержку альбома вместе с группой For the Fallen Dreams. Также MMI участвовали в фестивале «Rockstar Energy Mayhem Festival» в течение всего лета с такими группами как Avenged Sevenfold, Korn, Cannibal Corpse, Trivium, Suicide Silence, Asking Alexandria, Veil of Maya, Darkest Hour, Upon a Burning Body, Body Count и Emmure.
В январе 2015 группа поддержала August Burns Red в их туре «Frozen Flame» вместе с Northlane, Fit For A King и ERRA.

### Альбом «Deathless» (2015—2016)
Группа записала пятый альбом вместе с продюсером Джоуи Стёрджисом, который работал с ними над первыми двумя альбомами. Альбом под названием «Deathless» вышел 7 августа 2015 года. Первый сингл «I.H.E.» вышел 17 июня 2015. Miss May I также полностью участвовали в туре «Warped Tour 2015». 29 июля 2015 года одноимённая композиция «Deathless» вышла как второй сингл из альбома.
В октябре 2015 Miss May I поддержали Parkway Drive в туре по Северной Америке в поддержку альбома «Ire» вместе с группами Thy Art Is Murder и In Hearts Wake.

### Альбомы «Shadows Inside» и «Curse of Existence» (2016—настоящее время)
24 июня 2016 года стало известно, что коллектив покинул лейбл Rise Records и подписал контракт с SharpTone. Шестой альбом «Shadows Inside» вышел 2 июня 2017 года.
Седьмой студийный альбом «Curse of Existence» запланирован к выпуску на 2 сентября 2022 года.

## Состав
| Нынешний состав - Леви Бентон — экстрим-вокал (2006–настоящее время) - Джерод Бойд — ударные, перкуссия (2006–настоящее время) - Райан Нефф — бас-гитара, чистый вокал (2006–2007, 2009–настоящее время) - Элиша Маллинз – гитара (2024–настоящее время; сессионно 2022–2024) Бывшие участники - Джош Гиллеспи — бас-гитара, чистый вокал (2007–2009) - БиДжей Стэд — соло-гитара (2006–2024), бэк-вокал (2014–2024) - Джастин Ауфдемкамп — ритм-гитара (2006–2024), бэк-вокал (2014–2024) |

## Дискография
Альбомы
| Год                                       | Альбом                     | Лейбл     | Позиции в чартах | Позиции в чартах | Позиции в чартах | Позиции в чартах |
| Год                                       | Альбом                     | Лейбл     | US               | US Rock          | US Indie         | US Hard Rock     |
| ----------------------------------------- | -------------------------- | --------- | ---------------- | ---------------- | ---------------- | ---------------- |
| 2009                                      | Apologies Are for the Weak | Rise      | —                | —                | 66               | —                |
| 2010                                      | Monument                   | Rise      | 76               | 31               | 15               | 10               |
| 2012                                      | At Heart                   | Rise      | 32               | 12               | 5                | 3                |
| 2014                                      | Rise of the Lion           | Rise      | 21               | 6                | 4                | 2                |
| 2015                                      | Deathless                  | Rise      | 49               | 5                | 4                | 2                |
| 2017                                      | Shadows Inside             | SharpTone | 176              | 37               | 6                | 6                |
| 2022                                      | Curse of Existence         | SharpTone |                  |                  |                  |                  |
| "—" означает отсутствие альбома в чартах. |                            |           |                  |                  |                  |                  |

Демо и EP
- Vows for a Massacre (мини-альбом; 2007)
- Demo 2008 (демозапись; 2008)

## Музыкальные клипы
| Год  | Песня                                    | Режиссёр             | Альбом                 |
| ---- | ---------------------------------------- | -------------------- | ---------------------- |
| 2009 | "Architect" (demo version)               | Thunder Down Country | Apologies Are the Weak |
| 2009 | "Forgive and Forget"                     | Spencer Nicholson    | Apologies Are the Weak |
| 2009 | "Forgive and Forget (Saw VI Soundtrack)" | Spencer Nicholson    | Apologies Are the Weak |
| 2010 | "Relentless Chaos"                       | Thunder Down Country | Monument               |
| 2010 | "Our Kings"                              | Thunder Down Country | Monument               |
| 2011 | "Masses of a Dying Breed"                | Thunder Down Country | Monument               |
| 2011 | "Relentless Chaos (Live)"                | Cole Dabney          | Monument               |
| 2012 | "Hey Mister"                             | Thunder Down Country | At Heart               |
| 2012 | "Day By Day"                             | Thunder Down Country | At Heart               |
| 2012 | "Ballad of a Broken Man"                 | неизвестно           | At Heart               |
| 2014 | "Gone"                                   | Brad Golowin         | Rise of the Lion       |
| 2014 | "Echoes"                                 | Brad Golowin         | Rise of the Lion       |
| 2014 | "You Want Me"                            | неизвестно           | Rise of the Lion       |
| 2015 | "Hero with No Name"                      | неизвестно           | Rise of the Lion       |
| 2015 | "I.H.E."                                 | Max Moore            | Deathless              |
| 2015 | "Deathless"                              | Max Moore            | Deathless              |
| 2015 | "Turn Back the Time"                     | неизвестно           | Deathless              |
| 2017 | "Shadows Inside"                         | неизвестно           | Shadows Inside         |
| 2017 | "Under Fire"                             | Nadeem A. Salam      | Shadows Inside         |
| 2017 | "Lost In The Grey"                       | Ramon Boutviseth     | Shadows Inside         |
| 2022 | "Unconquered"                            | JOSIAHx              | Curse of Existence     |
| 2022 | "Bleed Together"                         | JOSIAHx              | Curse of Existence     |
| 2022 | "Earth Shaker" (Visualizer)              | JOSIAHx              | Curse of Existence     |
| 2022 | "Free Fall" (Visualizer)                 | JOSIAHx              | Curse of Existence     |